# Curetis dentata
The Toothed Sunbeam, Curetis dentata là một loài bướm ngày thuộc họ Bướm xanh. Nó được tìm thấy ở châu Á.